# Elke aus dem Moore
Elke aus dem Moore (* 1965) ist eine deutsche Kunsthistorikerin und Kuratorin. Von 2018 bis 2022 leitete sie die Akademie Schloss Solitude.

## Werdegang
Elke aus dem Moore studierte Literatur- und Kunstwissenschaften in Osnabrück, Zürich und Bochum und war 1999 bis 2002 als Kuratorin für zeitgenössische Kunst an der Shedhalle Zürich tätig. Als Leiterin des Künstlerhauses Stuttgart verantwortete sie von 2003 bis 2006 das internationale Ausstellungsprogramm. Von 2008 bis 2018 leitete sie die Abteilung Kunst des ifa (Institut für Auslandsbeziehungen) und gestaltete das internationale Programm mit Ausstellungen, Workshops und Konferenzen. Sie publizierte zahlreiche Ausstellungskataloge und Artikel für diverse Zeitschriften. Des Weiteren ist sie Initiatorin und Mitgründerin des Online-Magazins Contemporary And (C&). Elke aus dem Moore ist verantwortlich für die Konferenzserie »Biennials in Dialogue« des ifa (Shanghai, Karlsruhe und Christchurch) und ist Mitbegründerin der International Biennial Association (IBA). Als Gastdozentin wurde sie an mehrere Hochschulen in Deutschland, Großbritannien und die Schweiz berufen. 2022 kuratierte sie die 15. Triennale Kleinplastik Fellbach.
Der kuratorische Ansatz Elke aus dem Moores folgt dem Prinzip der Begegnung, des Austauschs und des Dialogs. Die Verschränkung von globalen gesellschaftlichen Fragestellungen mit lokalen Erfahrungen und Praktiken zeitgenössischer Kunst bestimmen die programmatische Ausrichtung ihrer Arbeit. Sie initiierte oft in Kollaboration zahlreiche Ausstellungen, Zusammenkünfte, Konferenzen und Workshops.

## Gremien und Jurys
- Fachausschuss der Deutschen UNESCO-Kommission e.V. (DUK)
- Mentorin im Programm "Frauen in Kultur und Medien" des Deutschen Kulturrates
- Wissenschaftlicher Beirat des Zukunftskollegs der Universität Konstanz
- Beirat der Urbanen Künste Ruhr
- International Association of Curators of Contemporary Art (IKT)
- Verwaltungsratsmitglied des Seminarhauses Villa Unspunnen
- Beirat der Akademie für Darstellende Kunst Baden-Württemberg

## Kuratierte Projekte (Auswahl)
- Festival Die Irritierte Stadt (Stuttgart, 21.-26. Juni 2020, mit Christine Fischer, Martina Grohmann, Isabell Ohst und Laura Oppenhäuser)
- Transformation – Unfolding the Future (Online Lecture Series, 2020)
- An Atlas of Commoning (Wanderausstellung, seit 23. Juni 2018, mit Anh-Linh Ngo, Mirko Gatti, Christian Hiller, Max Kaldenhoff, Christine Rüb, Stefan Gruber)
- Politics of Sharing – On Collective Wisdom (Forschungs- und Ausstellungsprojekt des ifa in Kooperation mit Artspace NZ Auckland; Berlin/Stuttgart 2016, mit Misal Adnan Yildiz)
- Prêt-à-Partager (Dakar 2008)
- Entre Pindorama – Zeitgenössische brasilianische Kunst und die Adaption antropofager Strategien (Künstlerhaus Stuttgart, 22. Oktober 2004 – 30. Januar 2005)
- Beyond Walls – Über Grenzen hinaus (Kunstmuseum Stuttgart, 21. November 2020 – 25. April 2021)

## Konferenzen/Gatherings (Auswahl)
- Late Summer Research – Labore kollaborativer künstlerischer Forschung (24.-25. September 2020, Stuttgart, mit Astrid S. Klein und Herbordt/Mohren)
- Shape your City, Share your City (Symposium im Rahmen des Festivals »Die Irritierte Stadt«, Stuttgart, 23., 24. und 26. Juli 2020, mit Paula Kohlmann)
- Under the Mango Tree – Sites of Learning (18.-19. Juli 2017, documenta 14, Kassel, mit Sepake Angiama)
- Curating under pressure: A symposium on the ethics of curating (Christchurch, Aotearoa, Neuseeland, 5.-8. November 2015, mit Leonhard Emmerling, Goethe-Institut)
- Biennalen: Ausblick und Perspektiven (ZKM Karlsruhe, 27. Februar – 1. März 2014, mit Andrea Buddensieg)
- Future Memories – An international conference on art, public space and the culture of memory (16.-18. September 2014, Alle School of Fine Arts and Design / Addis Ababa University, Addis Abeba)
- Cultural Translation and Art in Social Transformation (ifa-Symposium, 5.-6. Juni 2012, Berlin, mit Aïcha Diallo und Sandrine Micossé-Aikins)
- Arbeitstagung Kunstvermittlung in der Migrationsgesellschaft (2011, UdK Berlin, mit Carmen Mörsch und Claudia Hummel)

## Tourneeausstellungen ifa (Auswahl)
- An Atlas of Commoning – seit 2018
- Wolfgang Tillmans: Fragile – seit 2018
- Die ganze Welt ein Bauhaus – seit 2017
- Weltreise – Kunst aus Deutschland unterwegs – seit 2013
- Future Perfect – seit 2013
- Helga Paris – seit 2012
- Arno Fischer – seit 2009

## Interviews
- 30 Jahre Akademie Schloss Solitude - Solitude-Chefin: Kunst befeuert Wandel (Stuttgarter Nachrichten, 10. Juli 2020)
- StN-Reihe „Über Kunst“: Solitude-Chefin Elke aus dem Moore zu Gast (Stuttgarter Nachrichten, 25. September 2018)
- Solitude-Direktorin Elke aus dem Moore: „Bildung muss neu gedacht werden“ (Stuttgarter Nachrichten, 27. Juni 2019)
- Institution in Transition – Interview mit Elke aus dem Moore (ifa) (YEAST – Art of Sharing, 19. Oktober 2016)